# تحسين العملية
تحسين العملية (بالإنجليزية: Process improvement)‏ هي عملية إدارية فيها يعكف أعضاء فريق العمل الأساسية على فحص الأسباب المحتملة للخلل، العثور على والتحقق من الأسباب الجذرية، اكتشاف العلاقات المتغيرة، ووضع السماحات المقبولة ضمن التشغيل باستخدام مجموعة متنوعة من الأدوات مثل تصميم التجارب والمحاكاة. ويتم التركيز على الخصائص التي تعتبر بالغة الأهمية للجودة (CTQs). تويوتا أخذت الريادة في نظام الإنتاج في الوقت المحدد (JIT)، مما يدل على أن الشركات يمكن أن تصنع منتجات بكفاءة مع «صفر عيوب» تقريبا. ثم أعتمد التحسين المستمر أو كايزن لاحقا من قبل العديد من المؤسسات.

## مبادئ تحسين العملية
- المرونة (القدرة على التكيف بسرعة مع المتطلبات المتغيرة)
- الحد من دورة الزمن (الوقت لإنجاز دورة عملية)
- الرشاقة (تخصص تقصير دورة الزمن مع المرونة)

## ضمن ستة سيغما
تحسين العملية هي الخطوة الرابعة ضمن منهجية DMAIC في ستة سيغما.

## أدوات تحسين العملية
- مخططات العملية
- كايزن بليتز (تحسين مكثف قصيرة الأجل)
- بوكا يوكي (تدقيق الخطأ)
- التفكير الإبداعي (الأدوات التي يمكن استخدامها هي العصف الذهني، رسوم بيانية الخاصة بالسبب والأثر، الخمسة لماذا وقوائم المراجعة الخ.)